# Národní park Black Canyon of the Gunnison
Národní park Black Canyon of the Gunnison (anglicky Black Canyon of the Gunnison National Park) je menší a méně navštěvovaný národní park na západě Colorada ve Spojených státech amerických.
Hlavní dominantu parku tvoří 22,5 km dlouhý úsek kaňonu (celkem má délku 77 km), kterým protéká řeka Gunnison River. Největší hloubka kaňonu je 829 m, nejužší místo má pouze 12 metrů.
Název kaňonu souvisí s faktem, že délka slunečního svitu na některých místech kaňonu v průběhu dne je pouze 33 minut.